# 1200 miljarder
1200 miljarder är en svensk roadmovie/dokumentärfilm från 2006, producerad och regisserad av Martin Borgs.
I 1200 miljarder reser Martin Borgs runt i Sverige i bil på jakt efter slöseri med svenska skattepengar. Bland annat granskas skattefifflande toppolitiker, myndigheter som bedriver statlig opinionsbildning för mångmiljonbelopp, glest trafikerade motorvägar, slipstensmuseer och kommunala bowlinghallar. Filmen innehåller också ett inslag där Borgs delar ut kopior/klistermärken av miljöpartisten Peter Erikssons registreringsskylt i samband med införandet av trängselskatt i Stockholm.
Filmen är inspelad mellan oktober 2005 och februari 2006 i Bjursås, Borlänge, Falun, Flen, Gävle, Göteborg, Halmstad, Huddinge, Lidköping, Ludvika, Nacka, Orsa, Stockholm, Strömsund, Sundbyberg, Sågmyra, Söderhamn och Trångsviken. Filmen är i huvudsak finansierad av Skattebetalarnas förening.
En nedkortad version av filmen visades i Insider i TV3 den 14 september 2006. Hela filmen visades i TV8 den 15 september 2006.